# Oliver Waespi
Oliver Waespi (* 5. November 1971 in Zürich) ist ein Schweizer Komponist und Dirigent.

## Lebenslauf
Waespi wurde 1971 in Zürich geboren. Er nahm Gitarren- und Posaunenunterricht am Konservatorium Winterthur. 1989 gewann er mit der klassischen Gitarre einen Preis im Finale des nationalen Schweizer Wettbewerbs für junge Musiker. Als Autodidakt komponierte er mehrere Werke für Sinfonieorchester, Blasorchester, Brass Band und Kammermusikensembles. Später studierte er Komposition sowie in Nebenfächern Orchesterleitung und Filmmusik an der Hochschule für Musik und Theater Zürich und ergänzte seine Studien an der Royal Academy of Music in London. Zudem besuchte er Meisterkurse und Unterricht bei Simon Bainbridge, Gerald Bennett, Sylvia Caduff, Peter Maxwell Davies, Klaus Huber, Marc Kissóczy, André Bellmont und Alfred Reed.
Er erhält zahlreiche Kompositionsaufträge für verschiedene Orchester und vor allem von Verbänden. Seine Musik wird durch Sinfonieorchester, Kammerensembles, Solisten, Chöre und zahlreiche sinfonische Blasorchester und Brass Bands in aller Welt aufgeführt. So waren Werke von Waespi unter anderem am George Enescu Festival, am Gstaad Menuhin Festival, an Eidgenössischen Musikfesten und Europäischen Brass Band Festivals zu hören. Daneben leitet er regelmässig Workshops, ist als Juror tätig und unterrichtet an der Hochschule der Künste Bern.

## Auszeichnungen und Preise (Auswahl)
- 2003: George Enescu-Preis
- 2005/2006: London-Stipendium von Landis+Gyr
- 2009: Uuno Klami-Kompositionswettbewerb (Finnland)
- 2011: Kompositionspreis des Eidgenössischen Orchesterverbandes
- 2013: NBA Revelli Award (USA)
- 2014: Stephan Jaeggi-Preis
- 2015: Buma International Brass Award (Niederlande)

## Werke (Auswahl)

### Für Brass Band
- 2011: Audivi Media Nocte
- 2014: The Raid
- 2014: As if a Voice Were in Them
- 2016: Friendly Takeover
- 2016: Hypercube
- 2018: La passiun[4]
- 2019: Other Lives

### Für Orchester
- 1999: Skies
- 2003: Islands
- 2003: Nachtferne
- 2008: Viaduct
- 2012: La Partenza
- 2015: At the Crossroads

### Für Kammermusik
- 1999: Short Drama for String Quartet (Streichquartett)
- 2006: Auréole (Solovioline)
- 2007: Weisser Atem (Streichquartett)
- 2008: Piz Kesch «Round Midnight» (Brass Ensemble)
- 2012: Pulse, Euphonium Sonata (Euphonium und Klavier)
- 2019: Blue Starters (Brass Ensemble)[5]